# 林智敏 (政治人物)
林智敏（1956年4月—），女，汉族，浙江永康人，中华人民共和国政治人物，曾任中共中央统战部副部长，全国政协副秘书长，第十二届全国政协委员。